# Oratorio di San Carlo (Calice Ligure)
L'oratorio di San Carlo è un luogo di culto cattolico situato nel comune di Calice Ligure, in via Vecchia, in provincia di Savona.
L'oratorio, sede della confraternita omonima, è adiacente alla chiesa parrocchiale di San Nicolò.

## Storia e descrizione
La confraternita è attestata già nel XV secolo con titolare san Nicolò. A cavallo tra Cinquecento e Seicento assunse l'attuale dedicazione a san Carlo.
L'oratorio originario fu inglobato nella nuova parrocchiale e venne pertanto edificato l'attuale tra il 1756 e il 1763, che si presenta a navata unica con una pregiata facciata in stile rococò.
L'interno ha perduto parte degli originali stalli dei confratelli, ma conserva alcune opere di pregio, tra cui una pala della Vergine della Rocca tra santi, risalente al XVII secolo, una grande pala raffigurante la Messa di Bolsena con Trinità e Anime Purganti del 1633, due crocifissi processionali del XVIII e XIX secolo, una Madonna con Bambino del XVIII secolo e una statua lignea di stile spagnolo datata 1763 e raffigurante San Carlo Borromeo.